# Мішель Гізін
Мішель Гізін (нім. Michelle Gisin, 5 грудня 1993) — швейцарська гірськолижниця, олімпійська чемпіонка, призерка чемпіонатів світу.
Золоту олімпійську медаль та звання олімпійської чемпіонки Гізін виборола на Пхьончханській олімпіаді 2018 року в гірськолижній комбінації.
Срібну медаль чемпіонату світу Гізін виборола 2017 року в Санкт-Моріці в суперкомбінації. 
Мішель — молодша сестра олімпійської чемпіонки Домінік Гізін.

## Виступи на Олімпійських іграх
| Рік  | Місце проведення          | СЛ | ГС | СГ | ШС | КМ |
| ---- | ------------------------- | -- | -- | -- | -- | -- |
| 2014 | Сочі, Росія               | 28 | —  | —  | —  | —  |
| 2018 | Пхьончхан, Південна Корея | 16 | —  | 9  | 8  | 1  |
| 2022 | Пекін, Китай              | 6  | 10 | 3  | —  | 1  |

## Виступи на чемпіонатах світу
| Рік  | Місце проведення          | СЛ   | ГС | СГ | ШС | КМ | КЗ |
| ---- | ------------------------- | ---- | -- | -- | -- | -- | -- |
| 2013 | Шладмінг, Австрія         | 26   | —  | —  | —  | —  | 9  |
| 2015 | Вейл/Бівер-Крик, США      | DNF2 | 32 | —  | —  | —  | 4  |
| 2017 | Санкт-Моріц, Швейцарія    | 21   | —  | —  | 8  | 2  | —  |
| 2021 | Кортіна-д'Ампеццо, Італія | DNF1 | 11 | 8  | 5  | 3  | —  |

## Результати кубка світу

### Місце в кубку світу
| Сезон | Вік | Загальний залік | Слалом | Гігантський слалом | Супергігант | Швидкісний спуск | Комбінація |
| ----- | --- | --------------- | ------ | ------------------ | ----------- | ---------------- | ---------- |
| 2013  | 19  | 79              | 35     | —                  | —           | —                | —          |
| 2014  | 20  | 82              | 31     | —                  | —           | —                | —          |
| 2015  | 21  | 45              | 18     | 38                 | —           | —                | —          |
| 2016  | 22  | 44              | 14     | —                  | —           | —                | 21         |
| 2017  | 23  | 24              | 16     | —                  | —           | 28               | 2          |

### Подіуми
- 1 подіум – ( 1 в комібнації)

| Сезон | Дата           | Місце змагання       | Дисципліна      | Місце |
| ----- | -------------- | -------------------- | --------------- | ----- |
| 2017  | 16 грудня 2016 | Валь-д'Ізер, Франція | суперкомбінація | 2     |

## Зовнішні посилання
- Досьє на сайті Міжнародної лижної федерації [Архівовано 4 лютого 2017 у Wayback Machine.]